# Karsten Surmann
Karsten Surmann (* 5. Oktober 1959 in Hannover) ist ein ehemaliger deutscher Fußballspieler.

## Laufbahn
Karsten Surmann, der als Jugendlicher bei JSG Lammetal und SV Wehrstedt 65 spielte, kam 1980 zu Hannover 96 und blieb den Roten bis 1992 als Mittelfeldspieler treu. Gleich in seiner ersten Saison noch in der 2. Bundesliga Nord kam er zu 27 Einsätzen, davon 18 von Beginn an. Doch erst nach drei Spielzeiten mit insgesamt 74 Spielen avancierte er 1983/84 zum Stammspieler. Nach dem großen personellen Aderlass war er als Mannschaftskapitän neben dem aus Kanada zurückgekehrten Routinier Franz Gerber eine der wenigen festen Größen zu Beginn der Saison 1984/85. Unter Trainer Werner Biskup gelang der Mannschaft, die zu Saisonbeginn viele als „ersten Absteiger“ sahen, sensationell der Aufstieg in die 1. Bundesliga.
Doch am Ende der Saison 1985/86 erlebte Surmann, der auch im Oberhaus zu den Stammspielern gehörte, mit Hannover den direkten Abstieg, jedoch auch 1986/87 den ebenso prompten Wiederaufstieg. An diesen schlossen immerhin zwei Jahre Erstklassigkeit an, an deren Ende Surmann 96 erneut mit in die 2. Liga begleitete. In seinem letzten Jahr für Hannover konnte Surmann dann seinen größten Erfolg feiern und gewann mit Hannover 96 den DFB-Pokal 1992. Das Finale gegen Borussia Mönchengladbach war dabei sein letztes Pflichtspiel für Hannover 96.
Nach 260 Einsätzen in der 2. und 91 in der 1. Bundesliga für Hannover wechselte er zum Ligakonkurrenten FC St. Pauli, für den er in der Saison 1992/93 noch einmal auf 28 Einsätze kam.
Doch schon nach einem Jahr folgte er noch einmal dem Ruf Werner Biskups und ging, wie die anderen Hannoverschen Aufstiegshelden von 1985 Frank Hartmann, Bastian Hellberg und Martin Giesel, zum Zweitligaabsteiger VfL Osnabrück, bei dem er als Kapitän und Libero zu den tragenden Säulen des Teams gehörte. Zunächst gelang ihm mit dem Team die Qualifikation zur neuen Regionalliga Nord. 1994/95 schien dann die Rückkehr in die 2. Bundesliga zum Greifen nah. Doch am letzten Spieltag verlor der VfL das Fernduell gegen den VfB Lübeck um den Aufstieg. Bei der entscheidenden 2:4-Niederlage beim VfB Oldenburg spielte Surmann eine tragische Rolle. Zunächst verschoss er einen Elfmeter, danach war er sowohl am 2:2 als auch am 2:3 nicht schuldlos. Der abschließende Gewinn der Deutschen Amateurmeisterschaft 1995 gegen die Stuttgarter Kickers war nur ein schwacher Trost für den verpassten Aufstieg.
Bei seiner anschließenden Tätigkeit als Manager von Hannover 96 in der Zweitliga-Saison 1995/96 scheiterte er: Für die 96er endete seine Amtszeit mit dem Abstieg in die Regionalliga.
Danach spielte er stattdessen noch für den VfV Hildesheim, ehe ein Kreuzbandriss seine fußballerischen Aktivitäten auf ein Minimum beschränkte. Er arbeitet seitdem als Immobilienkaufmann. Zudem betreibt er gemeinsam mit seinem ehemaligen Mitspieler Frank Hartmann die Soccer & Racket Park GmbH, eine Halle für Fußball, Tennis, Squash und Badminton in Hannover-Wülfel, und ist noch immer als Scout für Hannover 96 tätig.
Surmann betreibt in Harsum eine Sportschule und unterstützt Vereine im hannoverschen Umland beim Training  von Kindern als Trainer.

## Erfolge
- DFB-Pokalsieger: 1992 mit Hannover 96
- Deutscher Amateurmeister: 1995 mit dem VfL Osnabrück

## Kurioses
Am 26. August 1987, dem 5. Spieltag der Saison 1987/88 stand Karsten Surmann ab der 78. Minute im Tor. Bei der 1:4-Niederlage gegen den 1. FC Kaiserslautern hatte sich Stammtorhüter Ralf Raps verletzt und das Wechselkontingent war bereits ausgeschöpft. Surmann kassierte noch das 1:4 durch Frank Hartmann.